# أليد أمينو
أليد أمينو (بالإنجليزية: Alade Aminu)‏ مواليد 14 سبتمبر 1987 في أتلانتا، هو لاعب كرة سلة أمريكي. بدأ مسيرته الاحترافية في سنة 2009. يلعب مع نادي الرياضي بيروت كلاعب وسط. يحمل الرقم 4. يبلغ طوله 6 قدم 11 بوصة (2.1 م). مثّل منتخب بلاده. شارك في دورة الألعاب الأولمبية الصيفية سنة 2012. حقق المركز الأول في بطولة أمم أفريقيا لكرة السلة 2015.

## المسيرة الاحترافية
لعب مع إري بايهوكس في موسم 2009–2010، ثم لعب مع إلان شالون في الدوري الفرنسي من سنة 2010 إلى 2012، ثم لعب مع نادي كارشياكا لكرة السلة في موسم 2012–2013، ثم لعب مع نيو باسكت برينديزي في الدوري الإيطالي في موسم 2013–2014، ثم لعب مع بانفيت لكرة السلة في الدوري التركي في سنة 2014، ثم لعب مع نادي الرياضي بيروت في سنة 2016.

## سجل المنافسة
شارك في المنافسات التالية:
- الألعاب الأولمبية الصيفية 2012
- الألعاب الأولمبية الصيفية 2016

## الميداليات
| الميدالية | المسابقة                          |
| --------- | --------------------------------- |
| ذهبية     | بطولة أمم أفريقيا لكرة السلة 2015 |

## روابط خارجية
- أليد أمينو على موقع الاتحاد الدولي لكرة السلة (الإنجليزية)
- أليد أمينو على موقع سبورتس رفرنس (الإنجليزية)
- أليد أمينو على موقع كرة السلة الأوروبية.كوم (الإنجليزية)
- أليد أمينو على موقع DraftExpress.com (الإنجليزية)
- أليد أمينو على موقع كلية كرة السلة في سبورتس رفرنس.كوم (الإنجليزية)
- أليد أمينو على موقع ريلجم (الإنجليزية)
- أليد أمينو على موقع بروبوليرز (الإنجليزية)
- أليد أمينو على موقع سبورتس رفرنس (الإنجليزية)
- أليد أمينو على موقع سبورتس رفرنس (الإنجليزية)
- أليد أمينو على موقع اللجنة الأولمبية الدولية (الإنجليزية)